# Redekin

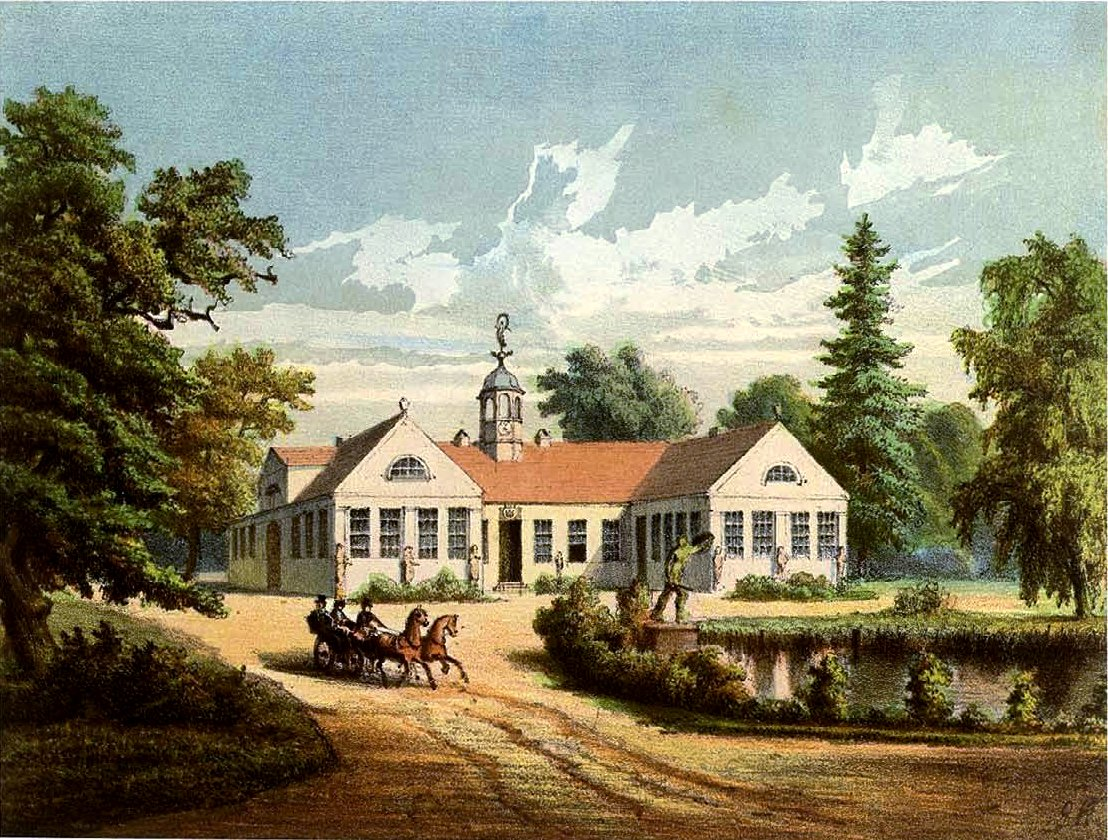
Schloss Redekin um 1869 in der Sammlung Alexander Duncker

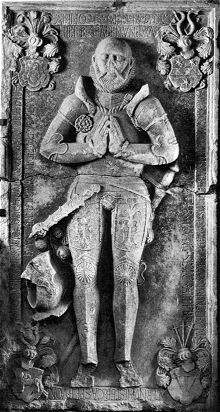
Leichenstein des Caspar von Randow in der Kirche von Redekin

Redekin ist eine Ortschaft und ein Ortsteil der Einheitsgemeinde Stadt Jerichow im Landkreis Jerichower Land in Sachsen-Anhalt.

## Geografie
Die Ortschaft Redekin umfasst die Ortsteile Neuredekin und Scharteucke sowie den Wohnplatz Schäferei.

## Geschichte
1144 wurde Redekin erstmals urkundlich erwähnt. Das Dorf gehörte zum ältesten Grundbesitz des Klosters Jerichow. Das Gut Redekin war von 1327 bis 1763 im Besitz der Familie von Randow, danach von 1780 bis 1945 im Besitz der Familie von Alvensleben. In der Zeit dazwischen gehörte es Robert Scipio von Lentulus, Reitergeneral Friedrichs des Großen, der hier ein Schlösschen im Stil des Friderizianischen Rokoko von Bauleuten errichten ließ, die an den Bauten des Königs in Potsdam und Sanssouci mitgearbeitet hatten. Der König selbst besuchte ihn hier, um das Werk in Augenschein zu nehmen. Der Park war mit zahlreichen Monumenten besetzt, einem Obelisken, einer Kolonnade nach dem Vorbild von Sanssouci, einem künstlich gebauten Bauerndörfchen, einem Pavillon, einer von Terrakottavasen flankierten Einfahrtsallee, einem Bassin, einem Lindengang und Bosketts. Nach dem Verkauf an die Alvensleben wurde Lentulus’ Gemäldesammlung nach Schloss Erxleben überführt. Im 19. Jahrhundert fielen die meisten Staffagebauten der Anglisierung des Parks zum Opfer. Das Gutshaus bewahrte noch Reste des Mobiliars und der Dekoration. Es brannte bei Kriegsende 1945 ab, Pavillon und Vasenallee wurden bis 1950 ebenfalls zerstört.
Am 30. September 1928 wurde der Gutsbezirk Redekin mit der Landgemeinde Redekin vereinigt. Am 20. Juli 1950 wurde die bis dahin eigenständige Gemeinde Scharteucke nach Redekin eingemeindet.
Durch einen Gebietsänderungsvertrag hat der Gemeinderat von Schlagenthin am 25. Mai 2009 beschlossen sich aufzulösen und mit 11 anderen Gemeinden sich zu einer neuen Einheitsgemeinde mit dem Namen Stadt Jerichow zu vereinigen. Dieser Vertrag wurde vom Landkreis als unterer Kommunalaufsichtsbehörde genehmigt und trat am 1. Januar 2010 in Kraft.
Im gleichen Atemzuge hörte auch die Verwaltungsgemeinschaft Elbe-Stremme-Fiener auf zu existieren, da sich alle ehemaligen Mitgliedsgemeinden zur neuen Einheitsgemeinde „Stadt Jerichow“ zusammenschlossen.

## Politik
Letzter Bürgermeister von Redekin war Detlef Lucht.

## Wappen und Flagge
Das Wappen wurde am 31. Juli 2008 durch den Landkreis genehmigt.
Blasonierung: „Grün über Silber durch goldene Leiste geteilt, oben eine goldene Glocke begleitet von zwei zum Schildrand hin schräg gestellten goldenen Ähren, unten drei schwarze Schrägbalken.“
Redekin beauftragte 2008 den Magdeburger Kommunalheraldiker Jörg Mantzsch mit der Erarbeitung eines Wappens. Der untere Teil des Wappens beinhaltet Teile des Wappens derer von Redekin, die lange Zeit im Ort ansässig waren und diesen geprägt haben. Die Glocke bezieht sich auf die Sage vom untergegangenen Dorf Rehbogh, in dessen Kirche die Glocke einst hing und später von einem Schweinehirten gefunden wurde. Die Besonderheit der Glocke ist, dass sie keine Krone, sondern nur eine Lasche zur Aufhängung hat, durch die ein Bolzen geht. Die Ähren verweisen lediglich auf den landwirtschaftlichen Charakter, den Redekin von Anbeginn bis in die Gegenwart hatte.
Die Farben Redekins sind: Gold (Gelb) – Grün.
Die Flagge ist gelb-grün (1:1) gestreift (Querform: Streifen waagerecht verlaufend, Längsform: Streifen senkrecht verlaufend) und mittig mit dem Ortswappen belegt.

## Verkehr
Der Haltepunkt Redekin lag an der Bahnstrecke Genthin–Schönhausen.
Der öffentliche Personennahverkehr wird unter anderem durch den PlusBus des Bahn-Bus-Landesnetz Sachsen-Anhalt erbracht. Folgende Verbindung, betrieben von der Nahverkehrsgesellschaft Jerichower Land, führt durch Redekin:
- Linie 790: Stendal/Tangermünde ↔ Fischbeck ↔ Jerichow ↔ Redekin ↔ Genthin

Das Dorf Redekin liegt an der Bundesstraße 107, vier Kilometer von Jerichow in Richtung Genthin entfernt.

## Sehenswürdigkeiten

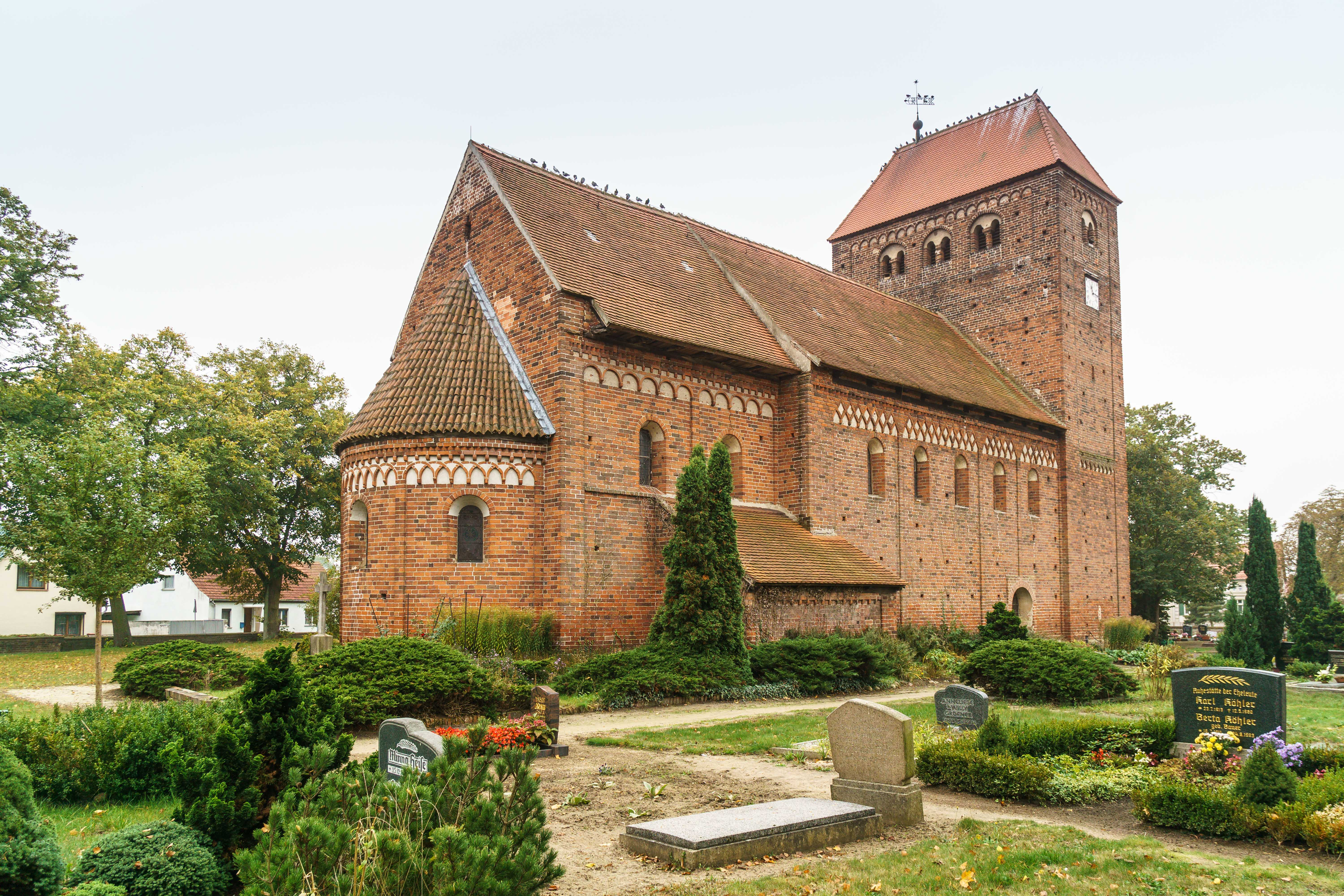
Dorfkirche Redekin

Die um 1200 entstandene Backstein-Dorfkirche hat an Schiff und Apsis typische romanische Friesverzierungen. An der Südwand des Chores sind zwei Sonnenuhren eingeritzt. Im Inneren ist ein Bronzekruzifix aus dem 12. Jahrhundert, die Hufeisenempore mit Rokoko-Orgel und der Taufstein mit romanischer Kuppa beachtenswert. An der Wand steht ein Leichenstein, der einen Caspar von Randow († 1581) in Ritterrüstung zeigt; in den Ecken stehen seine vier Ahnenwappen von Randow, von Hopkorff, von Rindtorff und von Eichstedt. Die Kirche ist Bestandteil der Straße der Romanik.
Im Park gibt es ein Sport- und Freizeitzentrum.

## Personen (Auswahl)
- Heinrich von Randow (1561–1621), Richter, Kammerjunker bei Julius Herzog von Braunschweig und Lüneburg, ab 1587 Hofjunker